# Wrzęśla
Wrzęśla (Purshia DC.) – rodzaj roślin z rodziny różowatych. Należy do niego 6–7 gatunków krzewów występujących w południowo-zachodniej części Stanów Zjednoczonych oraz w północnym Meksyku. W obrębie swego zasięgu należą do dominujących w krajobrazie roślin, tworzących na suchych obszarach rozległe zarośla lub podszyty w lasach z sosną żółtą i sosną Jeffreya. Rośliny te odgrywają istotną rolę jako pokarm dla ssaków kopytnych, zarówno dziko żyjących, jak i hodowanych. Od XIX wieku należą do podstawowych roślin pastewnych w zachodniej części USA. Na ich korzeniach stwierdzono żyjące w symbiozie bakterie brodawkowe z rodzaju Frankia. Nazwa naukowa rodzaju upamiętnia Fredericka Traugotta Pursha (1774–1820), niemieckiego botanika, badacza flory Ameryki Północnej. 

## Morfologia

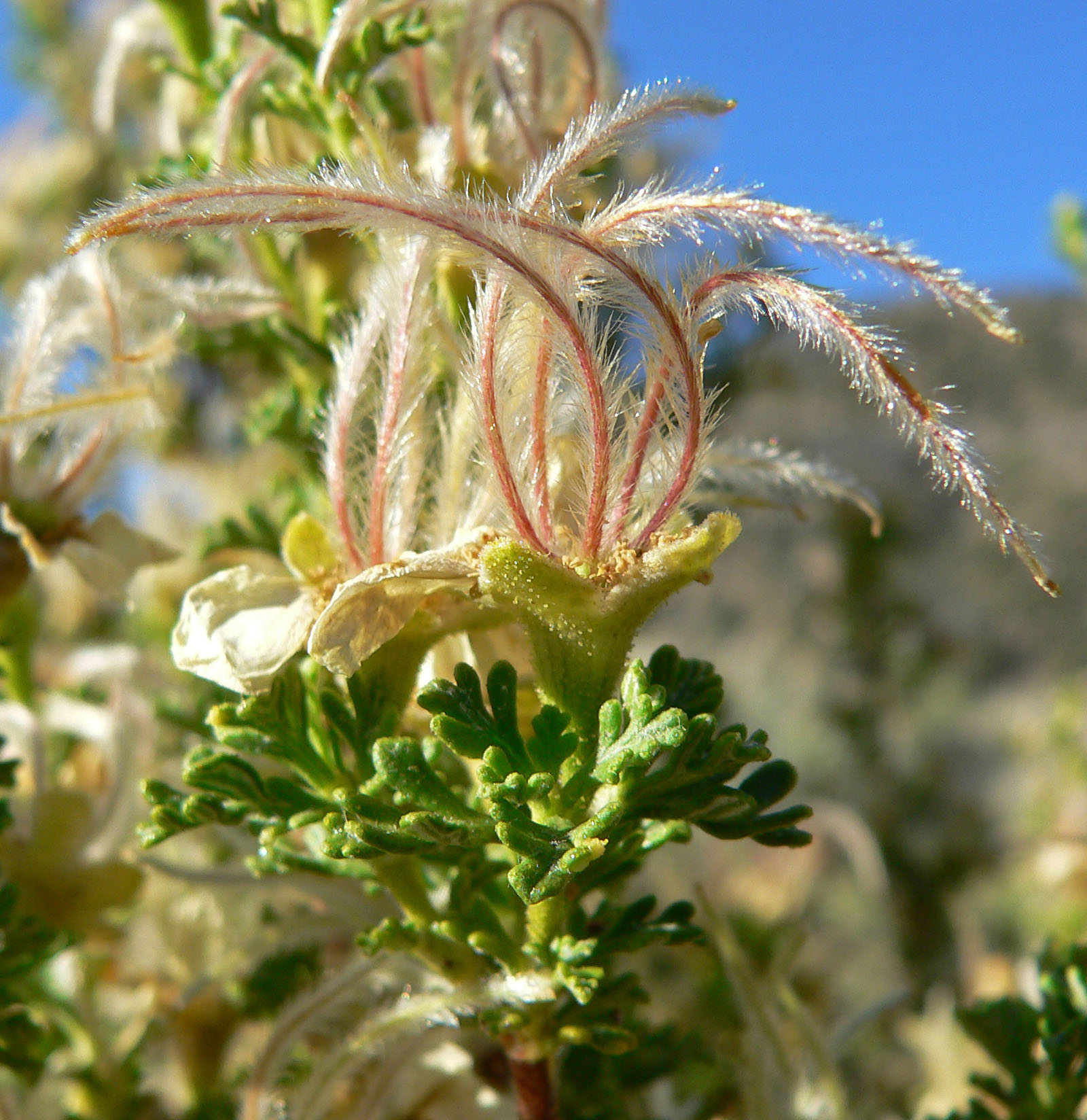
Owoce Purshia stansburiana

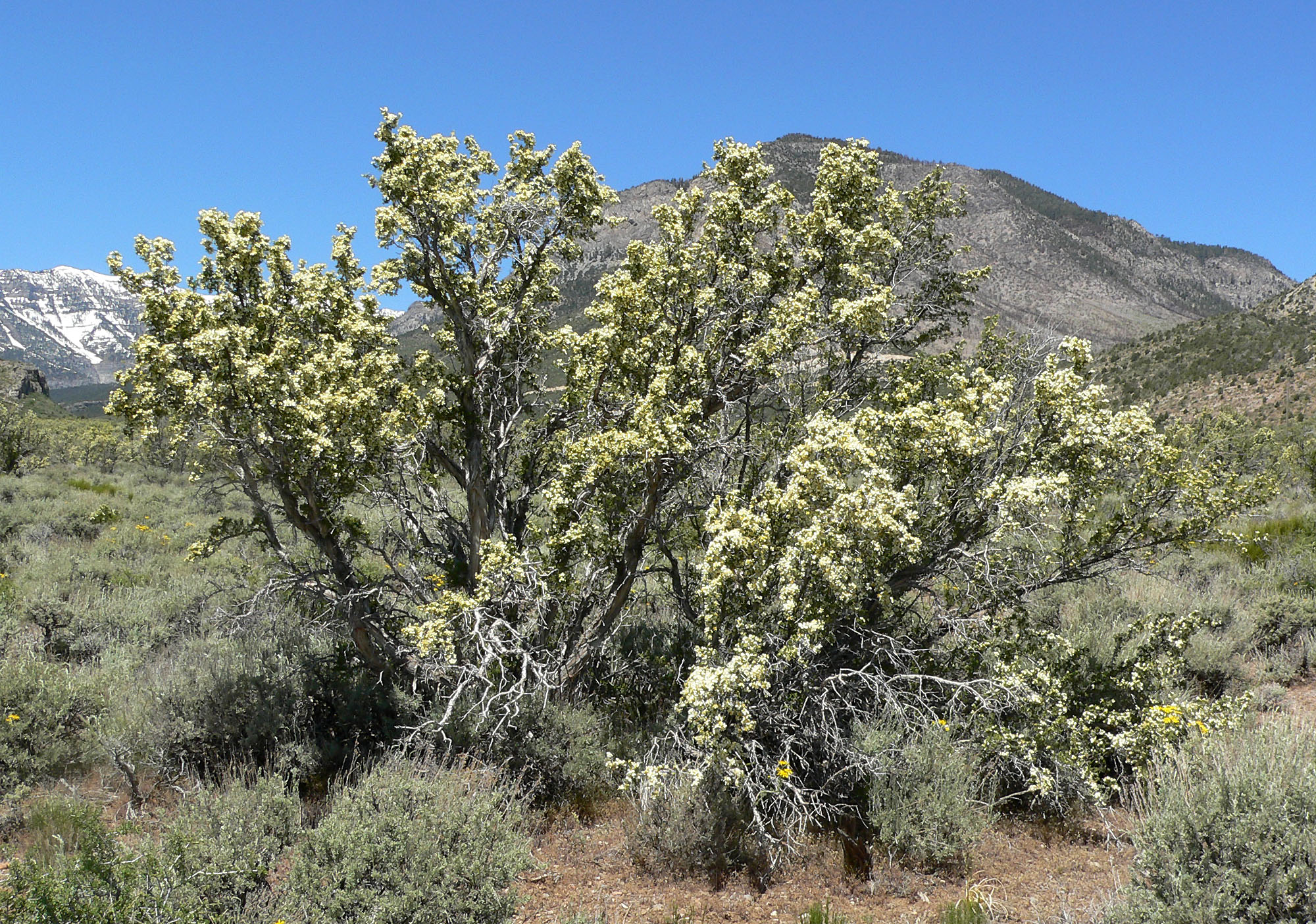
Kwitnący krzew Purshia stansburiana

PokrójKrzewy osiągające 0,2–7,5 m wysokości. Pędy liczne i rozgałęzione. Kora cynamonowobrązowa, szarzejąca na starszych pędach, łuszcząca się papierzasto. Obecne krótkopędy.
LiścieTrwałe lub opadające w okresie suszy, na krótkopędach wyrastają skupione w pęczkach. Wsparte są trwałymi, trójkątnymi i całobrzegimi przylistkami. Ogonek liściowy u większości gatunków nie występuje. Blaszka liściowa równowąska do jajowatej o długości do 1,5 cm, rzadko nieco dłuższa, skórzasta, rzadziej cienka. Całobrzega lub ząbkowana do klapowanej, na brzegach podwinięta. Od spodu blaszka liścia zwykle jest gęsto owłosiona, z wierzchu naga lub słabo owłosiona.
KwiatyRozwijają się pojedynczo na szczytach krótkopędów. Wsparte są podsadkami przypominającymi młode liście. Kwiaty osiągają średnicę 10–15 mm (rzadko do 25 mm). Hypancjum jest stożkowate do półkulistego (zwłaszcza podczas owocowania) o długości 2,5 do 6,5 mm. Od zewnątrz owłosione, wewnątrz nagie, z miodnikami. Działek kielicha jest 5 rozpostartych do podwiniętych, kształtu jajowatego. Działki od zewnątrz są zwykle gęsto owłosione. Płatków korony jest 5 o barwie białej, kremowożółtej do żółtej, rzadko czerwonej. Płatki mają kształt jajowaty do łopatkowatego, czasem z paznokciem u nasady. Pręciki krótsze od płatków, są liczne, zwykle w przedziale od 20 do 80. Owocolistków jest kilka-kilkanaście, zwykle do 15, rzadko do 31.
OwoceNiełupki jajowate do podługowatych, o długości od 4 do 12 mm, skórzaste. Ukryte są w trwałym hypancjum i trwałych działkach kielicha. U gatunków dawniej wyodrębnianych jako rodzaj Cowania niełupek powstaje od 3 do 31 i są przystosowane do wiatrosiewności – zwieńczone są długą i pierzastą ością. U gatunków z dawnego rodzaju Purshia w wąskim ujęciu (sensu stricto) niełupki są większe i w liczbie od jednej do trzech. Rozprzestrzeniane są przez gryzonie, które przenoszą je i  gromadzą w formie zapasów.

## Systematyka
Pozycja systematyczna według APweb (aktualizowany system APG IV z 2016)
Rodzaj należący do podrodziny Dryadoideae, rodziny różowatych (Rosaceae Juss.), rzędu różowców, kladu różowych w obrębie okrytonasiennych.
Wykaz gatunków
- Purshia ericifolia (Torr. ex A.Gray) Henrard
- Purshia glandulosa Curran
- Purshia mexicana (D.Don) S.L.Welsh
- Purshia plicata (D.Don) Henrard
- Purshia stansburiana (Torr.) Henrard
- Purshia subintegra (Kearney) Henrard
- Purshia tridentata (Pursh) DC.